# Torrecuadrada de Molina
Torrecuadrada de Molina è un comune spagnolo di 23 abitanti situato nella comunità autonoma di Castiglia-La Mancia.